# Prostanthera cuneata
Prostanthera cuneata es una especie de planta arbustiva del género Prostanthera perteneciente a la familia de las lamiáceas. Es un endemismo de Australia oriental (Estados de Nueva Gales del Sur y, sobre todo, Victoria), incluida Tasmania.

## Descripción
Se trata de un arbusto de una altura de 0,5 a 1m, compacto y denso, fuertemente aromático, con ramas cubiertas de pelos cortos y de glándulas más o menos sentadas. Dichas ramas llevan hojas, sentadas o cortamente pecioladas, glabras, algo espesadas, con el limbo de márgenes enteros o subcrenados, de forma obovada a cuneiforme y con el ápice redondeado a obtuso. Miden unos 4-5mm de largo por 3-3,5mm de ancho y tienen el envés densamente glandular y de un verde más pálido que el haz. Las flores son axilares y concentradas en los nudos superiores en inflorescencias monoflorales con bractéolas caedizas de 3-3,5mm de largo. Dichas flores tienen el cáliz, glabro y de labios enteros, mediocentimétrico con el tubo de 2,5-3mm y el labio superior de unos 2-2,5mm nada o poco acrescente en la fructificación. La corola, interior y exteriormente más o menos veluda, mide 1-1,5cm de largo, con el tubo y la garganta de color blanco punteado/manchado de púrpuro, malva o rojo/naranja, mientras los lóbulos de los 2 labios son generalmente de color blanco a blanco-violáceo. El conectivo de las anteras de los estambres lleva un apéndice, bífido, de unos 1,5mm de largo y las anteras propiamente dichas pueden llevar un acumen apical más o menos digitado.

## Hábitat
Crece  en matorrales subalpinos espesos y en monte bajos, frecuentemente como sotobosque de Eucalyptus pauciflora, sobre suelos rocosos graníticos.

## Taxonomía
Prostanthera cuneata fue descrita, sin figurar, por George Bentham y publicado en  Prodromus Systematis Naturalis Regni Vegetabilis, de Alphonse Pyrame de Candolle, vol. 12, p. 560, n.º 9, en el año 1848.
Etimología
- Prostanthera: nombre genérico que deriva del griego προσταη, apéndice y αντερα, antera, pues el conectivo de las anteras de muchas de sus especies tienen una protuberancia apendicular en forma de espolón.[6][7][8]

- cuneata: epíteto latino derivado de cǔněātus, -a, -um, participio del verbo cǔněo, dar forma de cuña; o sea «en forma de cuña», aludiendo a las hojas de la especie (...«foliis obovatis cuneatisve  integerrimis»...).[9]